# Móric Esterházy
El conde Móric Esterházy de Galánta y Fraknó (27 de abril de 1881-28 de junio de 1960) fue un aristócrata y político húngaro perteneciente a la familia Esterházy que presidió brevemente el Gobierno húngaro tras la caída del gabinete Tisza, a finales de la Primera Guerra Mundial.

## Gobierno
Tras el relevo del Esteban Tisza, figura política que había dominado la política húngara desde principios de siglo, el emperador  Carlos desechó al candidato más probable para sucederle, el conde Andrássy, por su conocida inclinación por mantener la alianza con Alemania. La elección del monarca recayó en el joven conde Esterházy, bienintencionado e industrioso y con ciertas inclinaciones progresistas, pero sin ninguna experiencia como administrador. Mientras se preparaba para presentar su gabinete el 21 de junio de 1917, Tisza se preparaba para hacer fracasar los intentos del nuevo primer ministro para ampliar el sufragio, a lo que siempre se había opuesto. Tisza contaba con mayoría en el Parlamento, con la que podía dificultar la labor de Esterházy.
Ante la declaración de este el 21 de junio expresando su intención de ampliar el derecho al voto, Tisza declaró estar dispuesto a no valerse de su mayoría en el Parlamento si el Gobierno evitaba los temas conflictivos, restringiendo así el margen de acción de Esterházy, dependiente en todo momento de la buena voluntad de Tisza en la Cámara.
El Gobierno contó originalmente con amplio apoyo, pero su indecisión a la hora de llevar a cabo las reformas y la ineptitud de Esterházy en los asuntos gubernamentales hicieron que lo perdiese rápidamente y llegase a comienzos de agosto, poco antes del receso del verano, en un ambiente de desilusión. Además de la amenaza permanente de obstrucción de la mayoría parlamentaria de Tisza, el Gobierno no se decidía a convocar elecciones para acabar con la situación y parte de la coalición en la que se apoyaba Esterházy rehuía el enfrentamiento con el veterano político de la oposición.
El 20 de agosto de 1917, agotado física y mentalmente por la presión y la inexperiencia en el cargo, Esterházy dimitió. Sus intentos de reforma habían fracasado ante la oposición de los conservadores dirigidos por Tisza; le sustituyó el débil gabinete de Sándor Wekerle, experimentado político, pero favorable, como Andrássy, a la alianza alemana.
Móric Esterházy fue el abuelo del escritor húngaro Péter Esterházy.